# Gustavo Cerbasi
Gustavo Petrasunas Cerbasi (Caxias do Sul, 24 de abril de 1974) é um escritor, consultor financeiro, professor, palestrante e administrador brasileiro. É casado, tem três filhos e reside com sua mulher no Brasil. Com experiência prática e acadêmica em finanças dos negócios, planejamento familiar e economia doméstica, desenvolve treinamentos, palestras e consultorias para diversos públicos por todo o país. Foi considerado pela Revista Época um dos 100 brasileiros mais influentes do ano.

## Biografia
De ascendência paterna italiana e materna lituana, é formado em administração pública pela Fundação Getúlio Vargas e mestre em administração/finanças pela Universidade de São Paulo, com especialização em finanças pela Universidade de Nova York e pela Fundação Instituto de Administração, Gustavo Cerbasi é referência na área de finanças pessoais. 
Tem quatorze livros publicados, cujas vendas ultrapassam os dois milhões de exemplares. Entre seus principais títulos estão: "Casais inteligentes Enriquecem Juntos", lançado também nos Estados Unidos, Portugal e Espanha, "Como organizar sua vida financeira", “ Investimentos Inteligentes”, "Mais Tempo, Mais Dinheiro" e "Adeus, Aposentadoria", lançado em setembro de 2014.
Com experiência prática e acadêmica em finanças para negócios, planejamento familiar e economia doméstica, já passou por mais de 200 cidades do país desenvolvendo treinamentos, palestras e consultorias e já foi ouvido por mais de 2 milhões de pessoas, tornando-se um dos palestrantes mais requisitados do assunto.
Motivado por transformar, melhorar vidas e difundir a educação financeira, participou de diversos projetos importantes como consultor e desenvolvedor de conteúdo para campanhas de educação financeira criadas por respeitadas instituições e empresas como, por exemplo, BM&F BOVESPA e Itaú. Foi keynote speaker na Expo Money desde a primeira edição do evento.
Foi colunista da Folha de S.Paulo, Gazeta Mercantil, Destak, Você S/A e Nova.
Atualmente é colunista da revista Época, além de colaborar para diversos veículos de mídia impressa, televisiva e internet. Através do seu portal www.maisdinheiro.com.br oferece uma
série de simuladores para o planejamento e o controle das finanças pessoais.
Em 2012, seu best-seller Casais Inteligentes Enriquecem Juntos foi adaptado para o cinema no filme Até Que a Sorte nos Separe, dirigido por Roberto Santucci em co-produção da Globo Filmes, Downtown Filmes e Gullane, com distribuição Paris Filmes. O filme, estrelado por Leandro Hassum e Daniele Winits, é uma comédia que conta a história de um casal que vai à falência anos depois de ganhar na Mega-Sena. Foi a maior bilheteria do cinema brasileiro em 2012. Devido ao sucesso, foram lançados mais dois filmes, tornando-se o primeiro filme brasileiro a ter uma trilogia, e alcançando a segunda maior bilheteria total do cinema brasileiro, com 11 milhões de espectadores.

## Livros publicados
Seus livros já venderam mais de 1,7 milhão de exemplares. Gustavo Cerbasi escreveu os seguintes títulos:
.
- Casais Inteligentes Enriquecem Juntos (Ed. Sextante)
- Dinheiro – Os segredos de quem tem (Ed. Sextante)
- Filhos inteligentes enriquecem sozinhos (Ed. Gente)
- Finanças Para Empreendedores e Profissionais Não Financeiros (Ed. Saraiva)
- Investimentos Inteligentes (Ed. Sextante)
- Investimentos Inteligentes (Guia de Estudo) (Thomas Nelson Brasil)
- Mais Tempo, Mais Dinheiro (Ed. Sextante)
- As Mulheres e o Dinheiro
- Cartas a um jovem investidor (Elsevier Campus)
- Como Organizar Sua Vida Financeira (Ed. Sextante)
- Pais Inteligentes Enriquecem seus Filhos (Ed. Sextante)
- A Turma da Mônica Descobrindo o Valor das Coisas (Ed. Gente), em coautoria com Maurício de Sousa.
- Dez Bons Conselhos de Meu Pai (Ed. Fontanar)
- Adeus, Aposentadoria (Ed. Sextante)
- Empreendedores Inteligentes Enriquecem Mais (Ed. Sextante)

Foi coordenador da coleção Expo Money de livros, publicada pela Elsevier, tendo atuado como revisor, coordenador e comentarista de 30 títulos de diversos autores especialistas do mercado financeiro.
Seu último grande sucesso é o livro "Empreendedores Inteligentes Enriquecem Mais", publicado pela editora Sextante em Setembro de 2016.
Alguns de seus títulos foram também publicados fora do Brasil:
- Casais Inteligentes Enriquecem Juntos: publicado nos EUA, na Espanha e em Portugal.
- Filhos Inteligentes Enriquecem Sozinhos: publicado em Portugal.
- Mais Tempo Mais Dinheiro: publicado em Portugal.